# Schachtellaufwerk
El Schachtellaufwerk era un complex sistema de suspensió usat en alguns vehicles d'erugues alemanys de la Segona Guerra Mundial. Va ser desenvolupat principalment pels enginyers Heirich Ernst Kniepkamp i Ernst Lehr, i empreses com MAN. Estava basat en barres de torsió amb un rodatge que consistia a muntar diverses rodes per eix intercalades amb les dels eixos contigus. Les rodes eren grans i estretes i la seva funció era maximitzar l'àrea de contacte del rodatge amb el terra i minimitzar la pressió sobre el terreny. Aquest sistema oferia avantatges al vehicle quant a mobilitat i capacitat tot terreny però desavantatges com la complexitat de fabricació, manteniment i reparació així com més possibilitats d'avaria o immobilització.

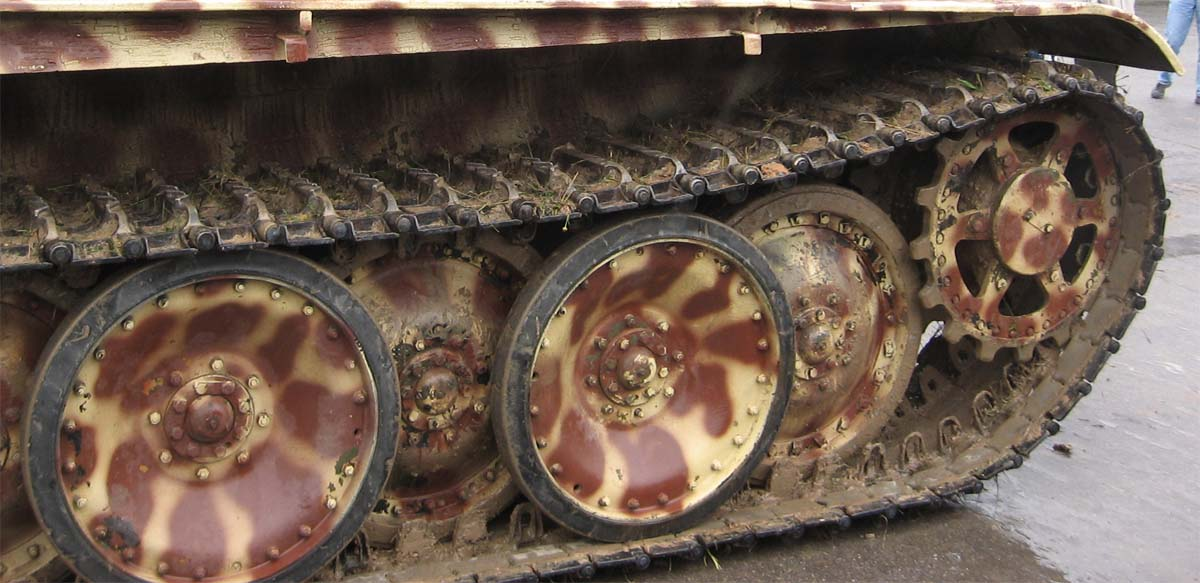
Schachtellaufwerk en un Panzer V Panther

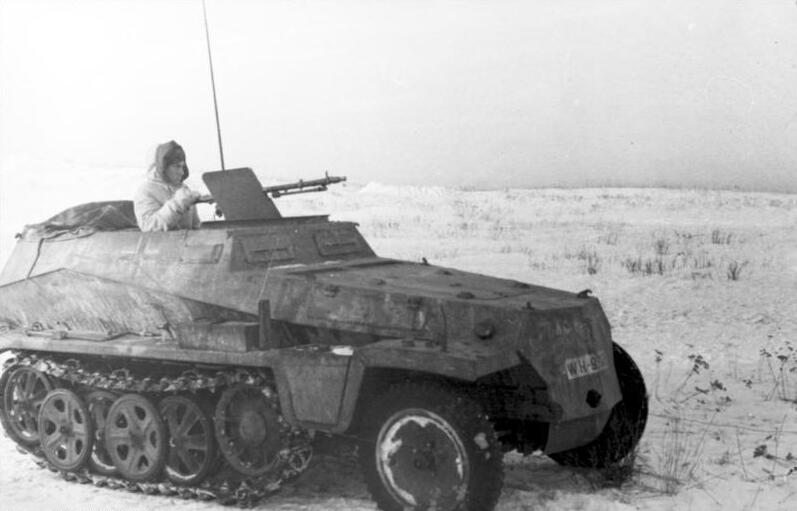
Schachtellaufwerk en un Sd.Kfz. 250

## Avantatges i desavantatges
Encara que podria funcionar faltant-li alguna roda o amb rodes trencades, reemplaçar les rodes internes costava molt de temps. A més, les rodes intercalades tenien tendència a embussar-se amb la combinació de fang, roques i gel, i podien congelar-se de la nit al dia en el dur clima hivernal que seguia la temporada de fang durant la tardor al Front Oriental. Els danys provocats pels projectils també podien fer que les rodes s'encallessin i fossin difícils de separar. Aquest complex sistema tenia els seus avantatges, proporcionava una millor estabilitat en terrenys complicats i també proporcionava més protecció al blindatge lateral del casc que altres sistemes de rodes més petites o no intercalades, però la seva excessiva complexitat va fer que cap altre país no adoptés aquest disseny per els seus carros de combat.

## Aplicacions
Els enginyers alemanys el van utilitzar en diversos tractors d'artilleria de la sèrie Sd.Kfz. 6 al Sd.Kfz. 11, els vehicles blindats lleugers i mitjans com el Sd.Kfz. 250 i Sd.Kfz. 251 i als tancs Panther, Tiger i Tiger II